# Coppa della Federazione calcistica dell'Asia meridionale 2011
La Coppa della Federazione calcistica dell'Asia meridionale 2011, sponsorizzata dalla Karbonn Mobiles e chiamata ufficialmente Karbonn SAFF Championship 2011 o semplicemente SAFF Cup 2011, è stata la 11ª edizione di questo torneo di calcio continentale per squadre nazionali maggiori maschili organizzato dalla SAFF.
Svoltosi in India dal 2 dicembre all'11 dicembre 2011, il torneo si è concluso con la vittoria dei padroni di casa dell'India, che ha battuto nella finale disputata allo Jawaharlal Nehru Stadium di New Delhi l'Afghanistan per 4-0.

## Città designata
Inizialmente come regione ospitante fu scelta Orissa,ma il 22 settembre 2011 la Federazione calcistica indiana scelse come città del torneo la capitale New Delhi.

## Stadio
Lo Jawaharlal Nehru Stadium di New Delhi è lo stadio designato per ospitare il torneo. Lo stadio ospita anche le gare casalinghe dell'India e ha ospitato i Giochi del Commonwealth 2010.
| Jawaharlal Nehru Stadium   |
| -------------------------- |
| Capacità: 60.000           |
| Club: India                |
| Località: New Delhi, India |
|                            |

## Squadre
Il sorteggio è avvenuto il 2 novembre 2011 all'Hotel Le Meridien di New Delhi.

### Gruppo A
- India
- Sri Lanka
- Afghanistan
- Bhutan

### Gruppo B
- Maldive
- Bangladesh
- Nepal
- Pakistan

## Primo turno
Si qualificano alla fase successiva le prime due classificate di ciascun girone.

### Gruppo A
| Pos. | Squadra     | P.ti | G | V | P | S | GF | GS |
| ---- | ----------- | ---- | - | - | - | - | -- | -- |
| 1.   | Afghanistan | 7    | 3 | 2 | 1 | 0 | 12 | 3  |
| 2.   | India       | 7    | 3 | 2 | 1 | 0 | 9  | 1  |
| 3.   | Sri Lanka   | 3    | 3 | 1 | 0 | 2 | 4  | 6  |
| 4.   | Bhutan      | 0    | 3 | 0 | 0 | 3 | 1  | 16 |

| Arbitro: | Mohamed |

|             |           |           |
| Chhetri 10’ | Marcatori | 5’ Arezou |

| Arbitro: | Tufaylieh |

|                          |           |  |
| Zain 29’ Nipuna 35’, 65’ | Marcatori |  |

| Arbitro: | Faizullin |

|                             |           |          |
| Ahmadi 22’, 36’ Yamrali 78’ | Marcatori | 17’ Zain |

| Arbitro: | Singh |

|  |           |                                             |
|  | Marcatori | 29’ Nabi 44’, 58’ Clifford 69’, 84’ Chhetri |

| Arbitro: | Robesh |

|             |           |                                                                                        |
| Chencho 22’ | Marcatori | 4’ Yamrali 10’ Fakhrudin 15’, 18’, 45+2’, 83’ Arezou 48’ (rig.) Sharityar 60’ Mashriqi |

| Arbitro: | Faizullin |

|                                           |           |  |
| Jeje 50’ Chhetri 70’ Bandara 90+2’ (aut.) | Marcatori |  |

### Gruppo B
| Pos. | Squadra    | P.ti | G | V | P | S | GF | GS |
| ---- | ---------- | ---- | - | - | - | - | -- | -- |
| 1.   | Maldive    | 5    | 3 | 1 | 2 | 0 | 4  | 2  |
| 2.   | Nepal      | 5    | 3 | 1 | 2 | 0 | 3  | 2  |
| 3.   | Pakistan   | 3    | 3 | 0 | 3 | 0 | 1  | 1  |
| 4.   | Bangladesh | 1    | 3 | 0 | 1 | 2 | 1  | 4  |

| New Delhi 2 dicembre 2011, ore 11:00 UTC+5 Incontro 1 | Bangladesh | 0 – 0 referto | Pakistan | Jawaharlal Nehru Stadium\| Arbitro: \| Faizullin \| |
| Arbitro:                                              | Faizullin  |               |          |                                                     |

| Arbitro: | Singh |

|              |           |            |
| Ashfaq 45+2’ | Marcatori | 51’ Sandip |

| Arbitro: | Kumar |

|             |           |  |
| Thapa 90+5’ | Marcatori |  |

| New Delhi 4 dicembre 2011, ore 14:00 UTC+5 Incontro 6 | Pakistan | 0 – 0 referto | Maldive | Jawaharlal Nehru Stadium\| Arbitro: \| Robesh \| |
| Arbitro:                                              | Robesh   |               |         |                                                  |

| Arbitro: | Mohamed |

|                  |           |            |
| Ishaq 49’ (rig.) | Marcatori | 37’ Khawas |

| Arbitro: | Tufaylieh |

|                           |           |            |
| Thariq 6’, 17’ Ashfaq 70’ | Marcatori | 29’ Shahed |

## Fase a eliminazione diretta

### Tabellone
|  | Semifinali  | Semifinali  | Semifinali  |             |       | Finale | Finale | Finale |  |
|  |             |             |             |             |       |        |        |        |  |
|  | Maldive     | Maldive     | 1           |             |       |        |        |        |  |
|  | Maldive     | Maldive     | 1           |             |       |        |        |        |  |
|  | India       | India       | 3           |             |       |        |        |        |  |
|  | India       | India       | 3           |             | India | India  | 4      |        |  |
|  |             |             |             |             | India | India  | 4      |        |  |
|  |             |             | Afghanistan | Afghanistan | 0     |        |        |        |  |
|  | Afghanistan | Afghanistan | Afghanistan | Afghanistan | 0     | 1      |        |        |  |
|  | Afghanistan | Afghanistan |             |             |       |        |        |        |  |
|  | Nepal       | Nepal       | 0           |             |       |        |        |        |  |

### Semifinali
| Arbitro: | Faizullin |

|              |           |                                          |
| Shamwell 60’ | Marcatori | 24’ Nabi 70’ (rig.), 90+1’ Sunil Chhetri |

| Arbitro: | Tufaylieh |

|             |           |  |
| Arezou 101’ | Marcatori |  |

### Finale
| Arbitro: | Singh |

|                                                       |           |  |
| Chhetri 71’ (rig.) Clifford 79’ Jeje 80’ Sushil 90+5’ | Marcatori |  |

| India:        |    |                        |  |        |
|               |    |                        |  |        |
| P             | 1  | Karanjit Singh         |  |        |
| DC            | 22 | Syed Nabi              |  |        |
| DC            | 19 | Gouramangi Moirangthem |  |        |
| DC            | 4  | Nirmal Chettri         |  |        |
| CD            | 28 | Mahesh Gawli           |  |        |
| CC            | 15 | Clifford Miranda       |  | 90+3’  |
| CC            | 25 | Rocus Lamare           |  |        |
| CD            | 14 | Anthony Pereira        |  | 74’    |
| AC            | 8  | Climax Lawrence        |  |        |
| AD            | 10 | Jeje Lalpekhlua        |  |        |
| AS            | 11 | Sunil Chhetri          |  | 84’(c) |
| Sostituzioni: |    |                        |  |        |
| CD            | 23 | Dias                   |  | 74’    |
| AS            | 9  | Sushil                 |  | 84’    |
| CC            | 20 | Ralte                  |  | 90+3’  |
| CT:           |    |                        |  |        |
| Savio Madeira |    |                        |  |        |

| Afghanistan:   |    |                        |  |     |
|                |    |                        |  |     |
| P              | 1  | Hameedullah Yousufzari |  |     |
| DC             | 2  | Moqadar Faizullah      |  |     |
| DC             | 3  | Haroon Fakhrudin       |  |     |
| DC             | 4  | Faisal Safa            |  |     |
| CD             | 16 | Djelaludin Sharityar   |  |     |
| CC             | 8  | Mohammad Masriqi       |  |     |
| CD             | 7  | Mohammad Esrafil       |  |     |
| CC             | 13 | Ghulam Hazrat Hoddein  |  | 68’ |
| AD             | 17 | Ata Yamirli            |  |     |
| AS             | 9  | Balal Arezou(c)        |  |     |
| AD             | 10 | Sanjar Ahmadi          |  | 77’ |
| Sostituzioni:  |    |                        |  |     |
| P              | 22 | Bashir Darman          |  | 68’ |
| CD             | 11 | Massoud Hashmi         |  | 77’ |
| CT:            |    |                        |  |     |
| Mohammed Farid |    |                        |  |     |

## Campione
INDIA
(6º titolo)